# Хвоево (Несвижский район)
Хвоево (бел. Хво́ева) — деревня в Несвижском районе Минской области Беларуси. Входит в состав Сновского сельсовета.

## География
Около деревни расположен железнодорожный остановочный пункт Хвоево, на линии Институт культуры — Барановичи-Полесские, между остановочным пунктом Липа и станцией Погорельцы.
Пролегает дорога Н-8461.
Ближайшие населённые пункты Клепачи, Снов и др.

## История
Впервые «sioło Chwoiowskie» упоминается в известных исследователям письменных источниках 1 декабря 1562 года в акте волочной померы имения Снов, как совместная собственность родных братьев Павла и Мальхера Сигизмундовичей Некрашевичов-Сновских. Насчитывала 59 волок «доброга грунту».
В 1579 году находилась в держании новогородского подсудка Есифа Ивановича Головни и его жены Ядвиги Николаевны Биютисской (кровной тогдашних владельцев Сновского имения — новогородского земского судьи Мальхера Сновского Гравжа и его старшего брата Павла). Имущественный спор за Хвоево между Мальхером Сновским и Есифом Головней был умиротворен «…за доброволным отписом пана Сновского в певной сумме пенезей».
В 1588 году новогородский земский судья Есиф Голавня выменял свое имение Хатаевичи в Минском повете на имения Студёнки и Снов, принадлежавшие после смерти витебского каштеляна Мальхера Сновского его жене Барбаре Яновне Клочковне Сновской. Так Хвоево вновь стало собственностью Головни до его смерти в 1598 году. После раздела наследства между его сыновьями 21 октября 1602 года д. Хвоево получил Криштоф Есифович Голавня.
Во второй половине XVII — первой трети XIX в. Хвоево находилось в собственности представителей родов Рдултовских, позже (до первой трети XX в.) — Гартинг. В 1690 году два дыма в Хвоево принадлежали Ежему Василевскому.
В 1908 году в Сновской волости Новогрудского уезда Минской губернии.
После подписания Рижского договора, в 1921—1939 годах находилась в составе Сновской гмины Несвижского повета Новогрудского воеводства Польской Республики.

## Население

### Численность
- 2009 год — 291 жителей

### Динамика
- 1908 год — 514 жителей, 79 дворов[7]
- 1999 год — 293 жителей (перепись населения)
- 2009 год — 291 жителей (перепись населения)[7]

## Улицы
Имеет три улицы: Озерную, Садову и Сновскую.

## Достопримечательность
- Корчма из Хвоево (XIX век)[8], перевезена в Белорусский государственный музей народной архитектуры и быта в агрогородок Озерцо, где представлена в экспозиции «Центральная Беларусь».—  Историко-культурная ценность Республики Беларусь, шифр 612Г000383.

Карчма была построена около дороги Снов — Савичи примерно в середине XIX в. В конце XIX — начале XX в. карчму арендовала у местного пана еврейская семья. В середине XX века в здании находилась начальная школа.
- Недалеко расположена братская могила.

## Галерея

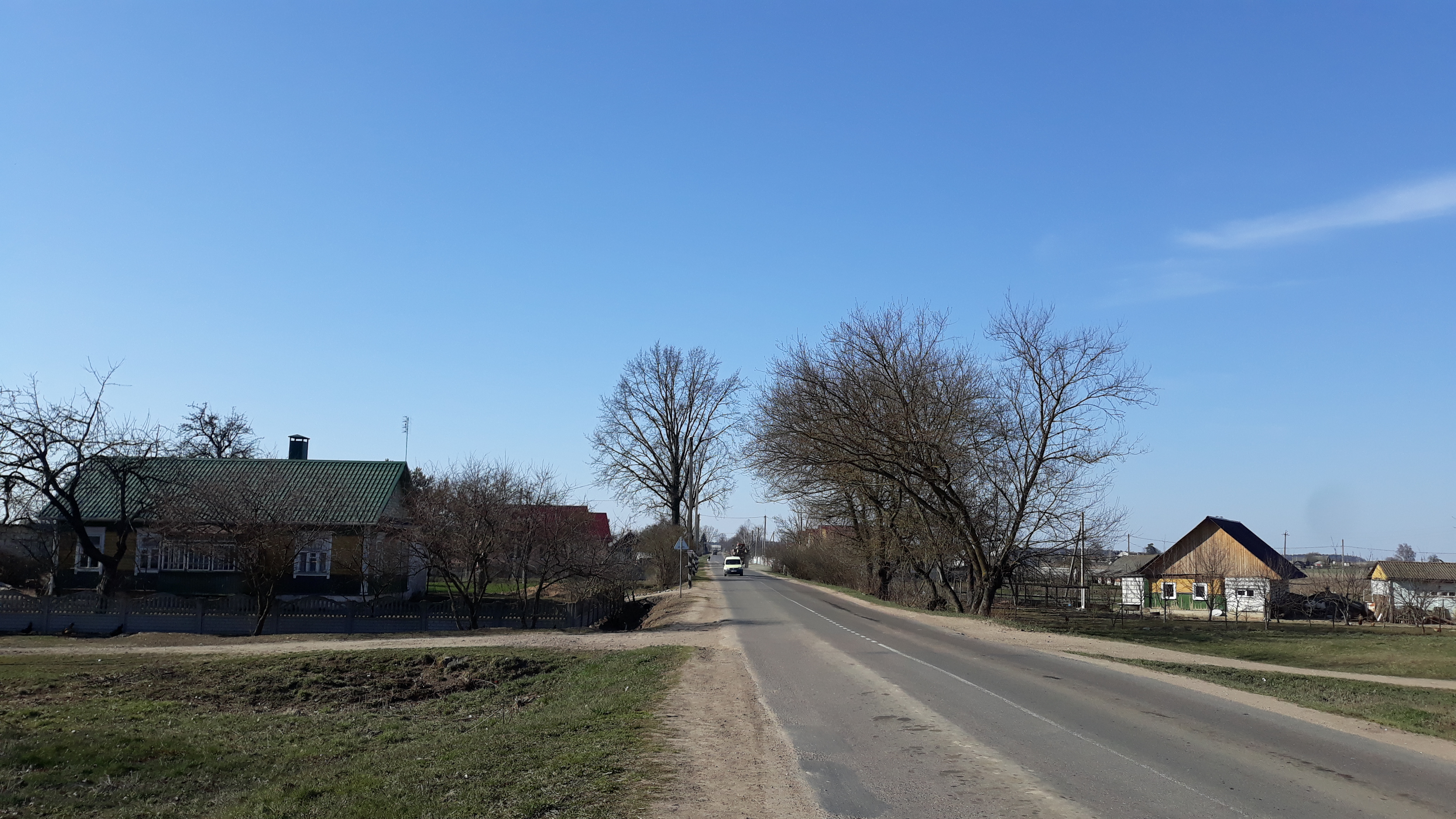
Панорама
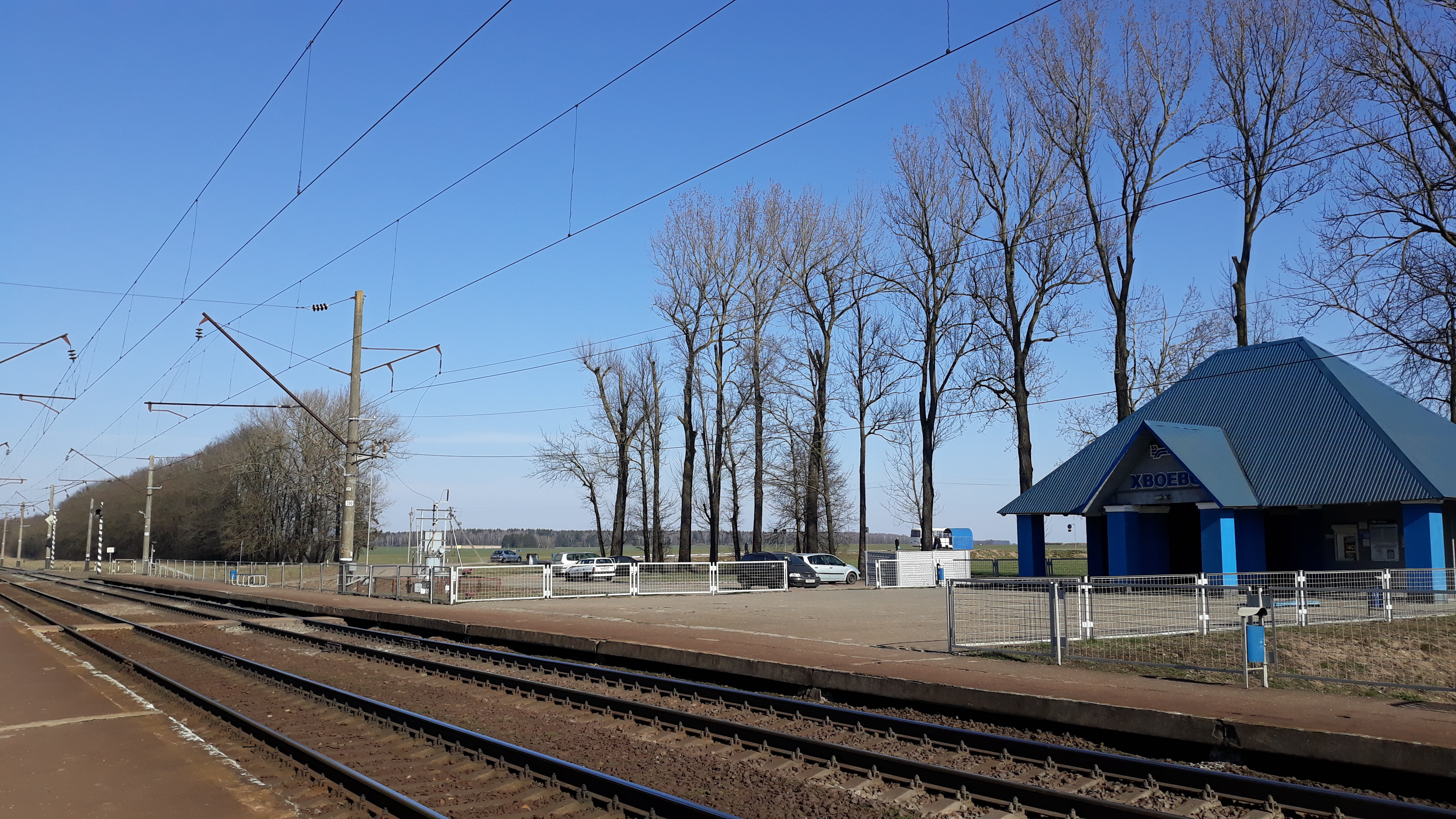
Ж/д о. п. Хвоево
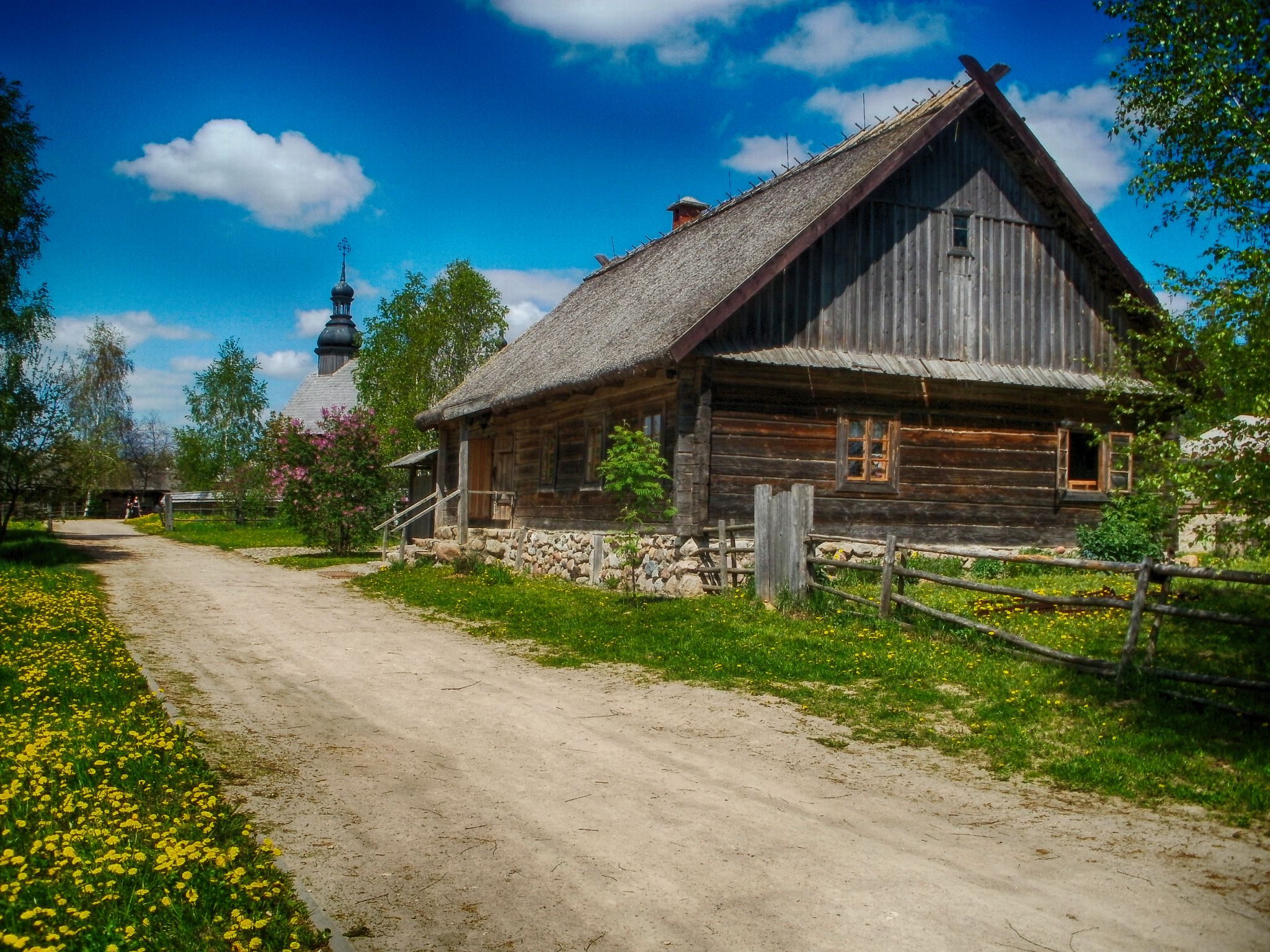
Корчма из Хвоево в  музее

## Известные лица
- Клим, Ромуальд Иосифович (1933—2011) — белорусский легкоатлет и тренер, олимпийский чемпион 1964 года в метании молота.
- Лешчиловский, Пётр Викентьевич (род. 1938) — белорусский экономист.